# 大沼電鉄
大沼電鉄（おおぬまでんてつ）は、かつて北海道（渡島支庁（現在の渡島総合振興局））亀田郡七飯村（現在の同郡七飯町）と茅部郡鹿部村（現在の同郡鹿部町）の間を結んでいた軌道路線およびその運営会社である。
1929年（昭和4年）1月、日本国有鉄道（国鉄）函館本線大沼駅（現在の大沼公園駅）と大沼温泉・鹿部村を連絡する目的で敷設されたが、戦時中の1945年（昭和20年）に不要不急線に指定され、同年6月1日の函館本線（砂原支線）の開通と同時に廃止された。戦後の1948年（昭和23年）1月16日に国鉄銚子口駅にて砂原支線と接続する形で一部の区間が地方鉄道として復活したが、これも1952年（昭和27年）12月25日に廃止された。

## 路線データ
「戦前」は1945年（昭和20年）6月1日廃止直前、「戦後」は復活後1952年（昭和27年）12月1日の休止直前（以下すべて同じ）。断り書きがないものは両者共通のもの
- 路線距離（営業キロ）：17.2 km（戦前） / 11.3 km（戦後）
- 軌間：1,067 mm（狭軌）
- 駅数：8駅（戦前） / 5駅（戦後）※起終点駅を含む
- 複線区間：なし（全線単線）
- 電化区間：全線（直流600 V）
  - 留ノ澤変電所、回転変流機（交流側：445 V、直流側：600 V）直流側の出力：150 kW、常用1・予備1[4]
- 閉塞方式：
- 根拠法：軌道法（戦前） / 地方鉄道法（戦後）

## 歴史

### 開業
鹿部村は漁業のまちであるとともに、間欠泉で知られる温泉のまちでもある。その鹿部村の水産物の輸送と鹿部温泉への観光客の輸送のため、鹿部村と函館本線を鉄道で結ぼうとした計画は1922年（大正11年）12月27日出願の渡島軌道があった。しかし、資金の問題があり着工の目処が立たなかった。そこで、路線の特許の引き継ぎを受ける形で大沼電鉄の手により1928年（昭和3年）5月6日に起工式が行われ、工事は着々と進められた。当初は12月に開業を予定していたが、雪の影響で工事が遅れ、翌年に持ち越しとなった。1929年（昭和4年）1月5日に大沼駅 - 新本別駅間が開通し、同月31日には新本別駅 - 鹿部駅間が開通して全線開業となった。

### 駒ヶ岳大噴火
だが、開業から半年もたたない1929年（昭和4年）6月17日に北海道駒ヶ岳の噴火が発生。周囲の山村に多大な被害を及ぼし、最も被害を受けた鹿部村では全戸542戸のうち全焼が335戸にのぼった。大沼電鉄では噴火後も避難民の輸送など一部運行を続けたが、函館水電発電所の焼失により停電し、全線不通となった。大沼電鉄の被害は、
- 留の沢駅 - 鹿部駅間が大量の降灰により埋没。
- 留の沢変電所焼失。
- 留の沢駅 - 鹿部駅間の電線切断。
- 鹿部停留所大破。

などであった。復旧作業により、6月24日には大沼駅 - 留の沢駅間をとりあえず馬匹により運行再開した。7月20日にはガソリン機関車により大沼駅 - 鹿部駅間を運行、電車による全線復旧は8月25日であった。

### 廃止
北海道駒ヶ岳大噴火後の大沼公園では見物客が増え、観光地としての注目を集めていた。鹿部村でも国からの支援を受けて復興へ動き出し、大沼電鉄でも大沼 - 鹿部間の利用者に運賃を割引したり、旅館経営者に鹿部駅付近の土地を5年間無料借与するなど、鹿部村復興に協力した。また、1930年（昭和5年）になると観光客の誘致のため、鹿部村に温泉プールを完成させて旅客輸送増に貢献した。ただ、貨物輸送については自動車の影響が見え始めており、値下げ競争になっていた。この後、1933年（昭和8年）に鹿部 - 尾札部間の延長を計画したり（却下）、1937年（昭和12年）には乗合自動車の運転を始めたりした。
鉄道省は函館本線の輸送力増強のため、駒ヶ岳東周りを新線の経路と決めた。一部が並行することになった大沼電鉄は廃止されることが決定すると、1945年（昭和20年）5月31日で運転を終了し、6月1日からは砂原線が開業することとなった。
廃止後、軌条などの資材と車両は富山地方鉄道高岡軌道線（現在の万葉線高岡軌道線）の開業に備えて同社に譲渡されることになったが、同線の建設工事の遅れや空襲により青函連絡船の機能が停止したために発送できず、終戦により中止された。

### 復活
国鉄砂原線は開通したが、同線の鹿部駅が鹿部市街地から7キロ離れていることや、同線が冬期間運休してしまうことなどから、鹿部村ほか2村は大沼電鉄の復活を陳情した。これを受けて大沼電鉄は事業再開を申請し、1946年（昭和21年）11月8日に認可となった。幸い車両及び資材は発送されず置かれたままだったので、新銚子口駅付近を除く旧路盤を再利用して工事は順調に行われ、1948年（昭和23年）1月16日に新銚子口駅 - 鹿部温泉駅間が開通した。開通1か月の旅客数は当初の予想を上回ったうえ、同年9月10日に国鉄からの直通輸送が始まった貨物輸送も順調で上々な滑り出しであった。

### 2度目の廃止
しかし、1950年（昭和25年）に川汲山道（現在の川汲峠）が開通して函館に直通できることで状況が変わってきた。同年6月に函館バスが川汲山道を通るバス路線の営業を開始したことにより旅客数は減少し、トラック業者も川汲山道を利用することになり貨物も打撃を受けた。1951年（昭和26年）5月に始めた大沼遊覧船も失敗し、さらにこの時期の人件費の高騰も経営を圧迫した。同年6月には五稜郭駅 - 戸井駅間の国鉄戸井線の払下や敷設免許の申請を行うなど再建策を計画したが、翌年には取り下げた。やがて1952年（昭和27年）になると鉄道線を廃止し、観光事業およびバストラック運輸業へ転換することを発表した。これに対して、鹿部村は廃止反対をとなえて大沼電鉄と交渉し、鉄道買収案も出たが価格面で折り合わず、遂に同年12月1日をもって鉄道線は休止（同月25日廃止）となり、代替バスが運転を開始した。
鉄道廃止後も経営は苦しく、新車のバスの代金の支払いが滞り、バスを返還することもおこった。結局、1953年（昭和28年）9月20日をもって大沼 - 鹿部間の乗合バスは休止して同月22日から函館バスが運行を代替するようになり、後に大沼電鉄は解散した。

### 年表
- 1922年（大正11年）12月27日：渡島軌道に対し軌道特許状下付（動力馬力）[5]。
- 1924年（大正13年）4月3日：渡島軌道を設立[2][6][3]。
- 1928年（昭和3年）
  - 4月17日：大沼電鉄に名称変更[7][8]。
  - 5月6日：起工式。
- 1929年（昭和4年）
  - 1月5日：大沼駅 - 新本別駅間が開通[2][3]。同区間に大沼駅・大八湾駅・鬼柳駅[1]・銚子口駅[1]・留の澤駅・新小川駅・新本別駅を新設。
  - 1月31日：新本別駅 - 鹿部駅間が開通し、大沼駅 - 鹿部駅間が全通[2][3]。同区間に鹿部駅を新設[1]。
  - 6月17日：北海道駒ヶ岳噴火により被災し、約2か月間運休。
- 時期不詳：国鉄大沼駅へ乗り入れ開始。大沼駅を大沼公園駅、鬼柳駅を池田園駅[1]、留の澤駅を大沼温泉駅に改称。
- 1944年（昭和19年）6月1日：北海道における旅客自動車運輸事業統合要綱により、バス事業を函館乗合自動車（現在の函館バス）へ譲渡。
- 1945年（昭和20年）6月1日：不要不急線指定に伴い、大沼公園駅 - 鹿部駅間が全線廃止[3]。大沼公園駅・大八湾駅・池田園駅・銚子口駅・大沼温泉駅・新小川駅・新本別駅・鹿部駅を廃止。
- 1946年（昭和21年）11月8日：大沼電鉄の事業再開が認可される。
- 1948年（昭和23年）
  - 1月16日：新銚子口駅 - 鹿部温泉駅間が開通[3]。同区間に新銚子口駅[1]・大沼温泉駅・駒見駅・宮の浜駅・鹿部温泉駅[1]を新設。新銚子口駅付近以外は旧線の路盤が再利用され、駅名については新小川駅が駒見駅、新本別駅が宮の浜駅、鹿部駅が鹿部温泉駅にそれぞれ改称された。
  - 9月10日：国鉄からの貨物直通輸送を開始。
- 1949年（昭和24年）2月20日：鹿部温泉駅を鹿部駅に再改称[1]。同時に、国鉄函館本線の鹿部駅が鷹待駅に改称された[1]。
- 1952年（昭和27年）
  - 12月1日：新銚子口駅 - 鹿部駅間が全線休止。
  - 12月25日：新銚子口駅 - 鹿部駅間が全線廃止[3]。新銚子口駅[1]・大沼温泉駅・駒見駅・宮の浜駅・鹿部駅[1]を廃止。

## 運行形態
1930年（昭和5年）10月1日改正時
- 運行本数：大沼公園駅 - 鹿部駅間7往復
- 所要時間：全線17.2 km を45分

1943年（昭和18年）4月1日改正時（終戦直前）
- 運行本数：大沼公園駅 - 鹿部駅間7往復
- 所要時間：全線17.2 km を40分

1950年（昭和25年）9月1日改正時
- 運行本数：新銚子口駅 - 鹿部駅間5往復
- 所要時間：全線11.3 km を30分

## 駅一覧
括弧内は起点からの営業キロ。全駅北海道（渡島管内）に所在。
戦前
大沼公園駅 (0.0) - 大八湾駅 (1.5) - 池田園駅 (3.5) - 銚子口駅 (5.2) - 大沼温泉駅 (8.6) - 新小川駅 (10.3) - 新本別駅 (15.8) - 鹿部駅 (17.2)
戦後
新銚子口駅 (0.0) - 大沼温泉駅 (2.7) - 駒見駅 (4.4) - 宮の浜駅 (9.9) - 鹿部駅 (11.3)
- 戦前の銚子口駅と戦後の新銚子口駅は別の場所にあった。
- 鹿部駅は、国鉄鹿部駅とは全く離れた場所にあった。
- 新本別駅／宮の浜駅は、国鉄新本別信号場／新本別駅とは全く離れた場所にあった。

## 接続駅
呼称は営業当時のもの
- 戦前 - 大沼公園駅： 国鉄函館本線大沼駅（現・大沼公園駅）
- 戦後 - 新銚子口駅： 国鉄函館本線（砂原支線）銚子口駅

## 輸送・収支実績
| 年度 | 乗客（人） | 貨物量（トン） | 営業収入（円） | 営業費（円） | 益金（円） | その他益金（円） | その他損金（円）                     | 支払利子（円） | 拓殖補助金（円） |
| ---- | ---------- | -------------- | -------------- | ------------ | ---------- | ---------------- | ------------------------------------ | -------------- | ---------------- |
| 1928 | 5,424      | 22             | 2,711          | 4,644        | ▲ 1,933    |                  |                                      | 2,906          |                  |
| 1929 | 39,050     | 3,428          | 28,578         | 36,940       | ▲ 8,362    |                  | 雑損償却金3,810                      | 26,962         | 57,461           |
| 1930 | 64,652     | 9,605          | 43,318         | 56,201       | ▲ 12,883   |                  | 雑損5,519                            | 26,552         | 55,063           |
| 1931 | 55,564     | 4,869          | 30,475         | 42,544       | ▲ 12,069   |                  | 温泉土地償却金10,253                 | 27,293         | 56,297           |
| 1932 | 62,358     | 5,282          | 29,843         | 37,505       | ▲ 7,662    |                  | 雑損土地温泉10,996                   | 28,839         | 56,337           |
| 1933 | 58,863     | 9,074          | 35,933         | 38,958       | ▲ 3,025    |                  | 雑損11,377温泉土地5,467              | 27,682         | 52,141           |
| 1934 | 89,647     | 9,804          | 51,353         | 50,138       | 1,215      |                  | 雑損426温泉土地3,375 前期異動費1,004 | 21,771         | 44,550           |
| 1935 | 78,809     | 9,430          | 53,210         | 62,445       | ▲ 9,235    |                  | 雑損3,644温泉土地7,506               | 18,991         | 51,117           |
| 1936 | 83,685     | 11,667         | 50,786         | 58,570       | ▲ 7,784    |                  | 雑損15,561温泉土地6,987              | 18,459         | 45,913           |
| 1937 | 84,430     | 10,875         | 50,725         | 60,590       | ▲ 9,865    |                  | 雑損4,751償却金818 自動車土地4,751   | 8,629          | 39,705           |
| 1939 | 125,554    | 36,399         | 78,560         | 80,906       | ▲ 2,346    | 自動車9,651      | 雑損2,149                            | 6,266          | 28,261           |
| 1941 | 213,747    | 36,945         | 116,960        | 97,467       | 19,493     | 自動車16,120     | 雑損償却金25,792                     | 4,768          | 20,922           |

- 鉄道統計資料、鉄道統計各年度版

| 年度 | 乗客（人） | 貨物量（トン） | 営業収入（円） | 営業費（円） | 益金（円）  | その他損金（円）                              | 支払利子（円） |
| ---- | ---------- | -------------- | -------------- | ------------ | ----------- | --------------------------------------------- | -------------- |
| 1949 | 309,358    | 21,021         | 12,182,916     | 10,495,071   | 1,687,845   | 雑損176,317償却金401,172 施設補修準備金45,000 | 241,451        |
| 1950 | 356,254    | 20,191         | 13,626,464     | 11,312,264   | 2,314,200   | 雑損34,488償却金1,319,044 自動車435,751       | 218,316        |
| 1951 | 224,229    | 23,301         | 16,024,307     | 18,367,044   | ▲ 2,342,737 | 1,530,764                                     | 993,881        |
| 1952 | 181,625    | 18,640         |                |              |             |                                               |                |

- 「大沼電鉄運輸営業廃止」『大沼電鉄株式会社（四）・自昭和二十七年至昭和二十八年』10頁（国立公文書館 デジタルアーカイブ で画像閲覧可）
- 1952年度は予測値

## 車両
開業当時に準備した車両は木造2軸電車デ1・2、木造2軸客車フ1・2、有蓋貨車ワフ1・2、無蓋貨車ト101・102の計8両で、いずれも日本車輌東京支店で製造された自社発注車両である。貨車は保有したが電気機関車や電動貨車は保有せず、電車デ1・2が客車・貨車を牽引していた。
その後、1937年（昭和12年）度内にフ2が廃車となっている。
1942年（昭和17年）には車両検査・故障時の便を図るため、富山電気鉄道（現・富山地方鉄道）から名古屋電車製作所1913年（大正2年）製の木造2軸電車デ11（もと愛知電気鉄道16→黒部鉄道デ11）を譲り受け、デ3とした。翌1943年（昭和18年）には半鋼製2軸客車のフ2（二代目）を新製している。
1945年の廃止後、車両は先述のように富山地方鉄道高岡軌道線への譲渡が中止され保管されていたが、デ3は同線の開業に備えて1947年（昭和22年）に富山地方鉄道に譲渡された。翌年の開業時から使われたが、1950年（昭和25年）頃、デ5010形の製造により廃車となっている。
他の車両は1948年の再開業により再び使用開始されている。その後、水産物を中心とする貨物輸送が増大したため、1950年（昭和25年）に国鉄から有蓋車ワ18452・18381、ワフ184・239・1595、冷蔵車レ1522の6両を譲り受け、ワ201・202、ワフ203 - 205、レ201として使用開始した。
1952年の廃止によりデ1・2、フ1・2は茨城交通に譲渡された。デ1・2はモハ3・4となり茨城線で、フ1・2はハフ13・14となり湊線で使用された。ハフ13・14は1963年（昭和38年）3月に、モハ3・4は1964年（昭和39年）9月にそれぞれ廃車となった。